# Sonic Highways
| 전문가 평가          | 전문가 평가 |
| 총 점수              | 총 점수     |
| 출처                 | 점수        |
| -------------------- | ----------- |
| AnyDecentMusic?      | 6.4/10      |
| 메타크리틱           | 68/100      |
| 평가 점수            |             |
| 출처                 | 점수        |
| AllMusic             | [ 4 ]       |
| The A.V. Club        | B−          |
| The Daily Telegraph  | [ 6 ]       |
| Entertainment Weekly | B           |
| The Guardian         | [ 8 ]       |
| NME                  | 7/10        |
| Pitchfork            | 5.6/10      |
| Q                    | [ 11 ]      |
| Rolling Stone        | [ 12 ]      |
| Uncut                | 8/10        |

《Sonic Highways》는 2014년 11월 10일, 로즈웰과 RCA 레코드를 통해 발매된 미국의 록 밴드 푸 파이터스의 여덟 번째 스튜디오 음반이다. 그들의 이전 음반인 《Wasting Light》 (2011년)와 유사하게, 이 음반은 밴드가 버치 비그와 함께 프로듀싱했다. 이 음반의 8곡을 쓰면서 가수이자 기타리스트인 데이브 그롤은 미국 전역의 8개 도시를 돌며 음악가, 음반 엔지니어, 음반 제작자, 그리고 각 도시의 음악 역사에 대해 토론하는 다른 개인들과 인터뷰를 진행했는데, 그가 이 곡들의 가사에 영감을 주는 데 사용했다. 그 후 밴드와 비그는 각 도시의 다른 녹음 장소로 이동해 곡을 녹음했다. 각 트랙은 그 도시의 음악 역사와 관련이 있는 한 명 이상의 음악가들의 기여를 특징으로 한다. 이 과정은 이 음반의 발매를 둘러싼 몇 달 동안 HBO를 통해 방송되었던 동료 텔레비전 시리즈인 《푸 파이터스: 소닉 하이웨이즈》를 위해 촬영되었다.

## 녹음
2013년 9월 6일, 리드 기타리스트 크리스 시프렛은 자신의 인스타그램 계정에 이 음반을 위해 13곡이 녹음되고 있음을 보여주는 사진을 올렸다. 키보디스트 라미 재피는 세 곡의 파트를 녹음했는데, 그 중 한 곡은 〈In the Way〉라는 제목이었다. 밴드의 이전 음반인 《Wasting Light》를 프로듀싱한 버치 비그는 《Sonic Highways》도 프로듀싱했다고 밝혔다. 2014년 7월 30일, 비그는 밴드가 새 음반의 녹음과 믹싱을 끝냈으며, 이 음반은 《Sonic Highways》 TV 시리즈 한 달 후에 발매될 예정이라고 밝혔다. 2014년 8월 언론 발표에서 그롤은 이 음반에 대해 "이 음반은 푸 파이터스의 음반으로 즉각 인식되지만, 더 깊고 더 음악적인 것이 있다. 이러한 도시들과 사람들이 우리의 '사운드'를 잃지 않고 새로운 영역을 개척하고 개척할 수 있도록 영향을 주었다고 생각합니다."

## 커버 아트
스테판 마르티니에르의 커버 아트는 제작에 사용되는 모든 도시의 랜드마크를 통합한 도시 풍경, 즉 시애틀의 스페이스 니들, 로스앤젤레스의 할리우드 사인, 그리고 푸 파이터스의 8번째 음반과 무한대(∞)를 나타내는 8번째의 반복적인 모티브를 가지고 있다. 음반의 바이닐 프레스는 9개의 다른 커버로 포장되어 있으며, 8개의 도시와 무한의 상징처럼 생긴 "Forever" 건물을 각각 묘사하고 있다. 대부분의 소매상들은 구매자가 어떤 커버를 받을지 보장하지 않으며, 커버 아트는 밴드의 공식 웹사이트에서 주문에 대해 "랜덤 선택"된다.

## 홍보
2014년 1월 16일, 푸 파이터스 페이스북 페이지에 "LP 8"이라는 라벨이 붙은 몇 개의 마스터 테이프와 함께 사진이 게시되었다. 2014년 5월 15일, 이 밴드의 8번째 음반이 2014년 11월에 발매될 것이며, 푸 파이터스는 데이브 그롤이 감독한 HBO TV 시리즈인 《푸 파이터스: 소닉 하이웨이즈》를 기념할 것이라고 발표했다. 2014년 8월 11일, 이 음반의 제목은 《Sonic Highways》이며 2014년 11월 10일에 발매될 것이라고 발표되었다.

## 상업적 성과
이 음반은 빌보드 200에서 2위로 데뷔했으며, 미국에서 19만 장의 판매고를 올렸다. 2015년 9월 기준으로 미국에서 49만 장이 팔렸다.

## 곡 목록
모든 곡들은 푸 파이터스에 의해 작사/작곡하였다.
| #  | 제목                                   | 재생 시간 |
| -- | -------------------------------------- | --------- |
| 1. | 〈Something from Nothing〉             | 4:49      |
| 2. | 〈The Feast and the Famine〉           | 3:50      |
| 3. | 〈Congregation〉                       | 5:12      |
| 4. | 〈What Did I Do? / God as My Witness〉 | 5:44      |
| 5. | 〈Outside〉                            | 5:15      |
| 6. | 〈In the Clear〉                       | 4:04      |
| 7. | 〈Subterranean〉                       | 6:08      |
| 8. | 〈I Am a River〉                       | 7:09      |

## 인증
| 국가                                                                                         | 인증     | 판매량/출하량 |
| -------------------------------------------------------------------------------------------- | -------- | ------------- |
| 오스트레일리아 (ARIA)                                                                        | 플래티넘 | 70,000^       |
| 오스트리아 (IFPI 오스트리아)                                                                 | 골드     | 7,500*        |
| 캐나다 (뮤직 캐나다)                                                                         | 플래티넘 | 80,000^       |
| 독일 (BVMI)                                                                                  | 골드     | 100,000       |
| 이탈리아 (FIMI)                                                                              | 골드     | 25,000*       |
| 네덜란드 (NVPI)                                                                              | 골드     | 25,000^       |
| 뉴질랜드 (RMNZ)                                                                              | 플래티넘 | 15,000^       |
| 영국 (BPI)                                                                                   | 플래티넘 | 316,770       |
| *판매량을 기반으로 한 인증 · ^출하량을 기반으로 한 인증 · 판매량+스트리밍을 기반으로 한 인증 |          |               |